# Hans H. Luik

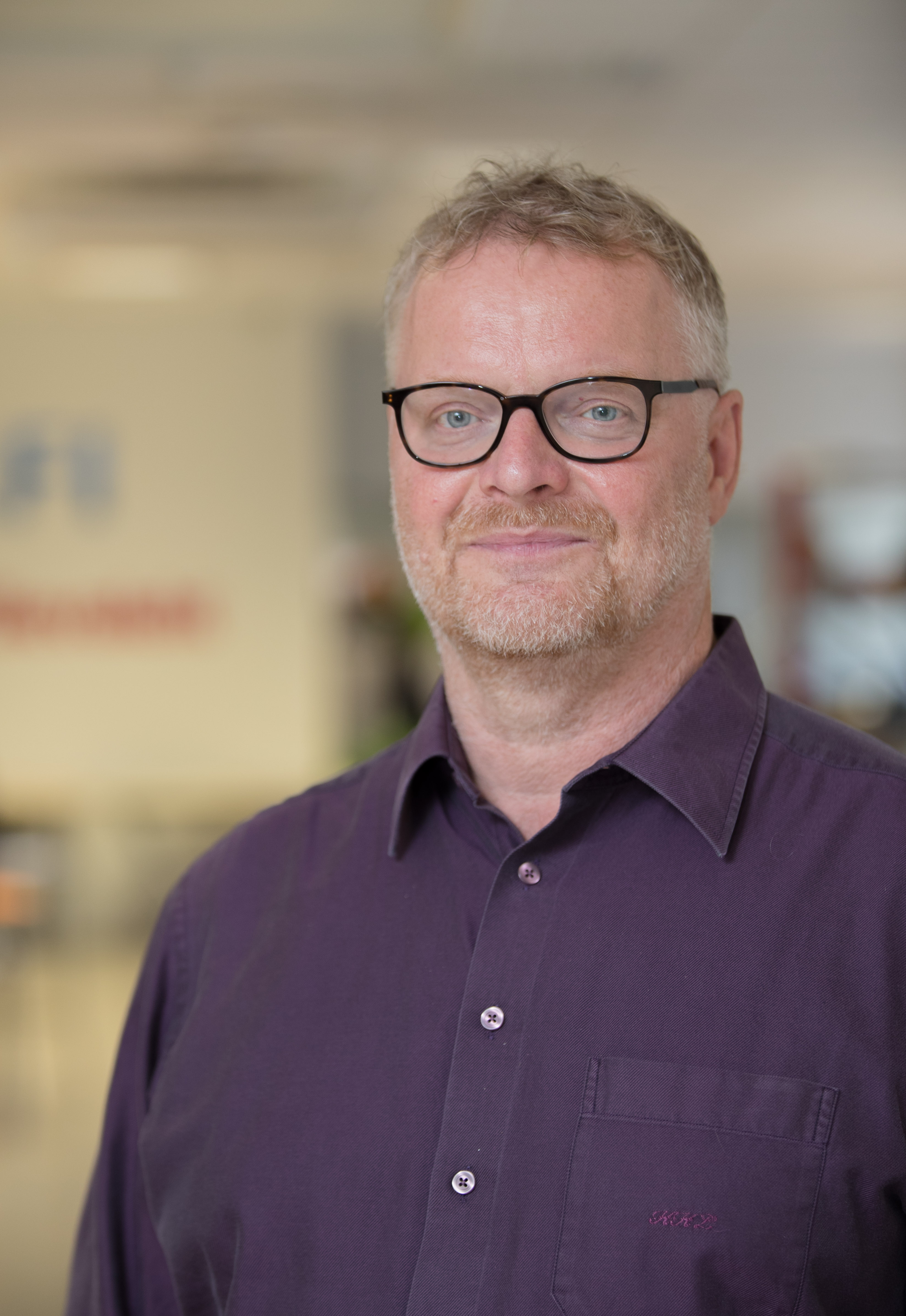
Hans H. Luik (2016)

Hans H. Luik (* 20. März 1961 in Tartu) ist ein estnischer Medienunternehmer, Journalist und politischer Publizist.

## Leben
Hans H. Luik wurde 1961 als Sohn des estnischen Schriftstellers und Übersetzers Hans Luik (1927–2017) geboren. Er schloss 1984 sein Journalistik-Studium an der Staatlichen Universität Tartu und 1986 das Moskauer Seminar für Theaterkritik ab.
Von 1985 bis 1987 war Hans H. Luik am Theater von Rakvere angestellt und von 1985 bis 1989 bei der estnischen Zeitschrift Kultuur ja Elu beschäftigt. Als sich Ende der 1980er Jahre die Estnische SSR im Zeichen von Glasnost und Perestroika reformierte, gründete Luik 1988 das liberale Unabhängige Jugendforum (Sõltumatu Noortefoorum).

## Presseimperium
Mit der sich abzeichnenden Wiedererlangung der estnischen Unabhängigkeit wurde Hans H. Luik einer der führenden Medienunternehmer Estlands. Gemeinsam mit dem späteren estnischen Politiker Rein Lang gründete er 1992 den ersten politisch unabhängigen Radiosender nach dem Zweiten Weltkrieg, Kuku Raadio.
Von 1989 bis 1991 war Luik Chefredakteur und ab 1991 Miteigentümer der ersten unabhängigen politischen Wochenzeitung Eesti Ekspress. Hans H. Luik hat mit dem großen Erfolg von Eesti Ekspress seine Stellung als führender privater Medienunternehmer in Estland immer weiter ausgebaut.
Eesti Ekspress ist heute das Flaggschiff der AS Eesti Ekspress Grupp, deren Miteigentümer Luik ist. Zum Konzern gehören auch die überregionale Tageszeitung Eesti Päevaleht, die größte Boulevardzeitung des Landes, Õhtuleht, die für den ländlichen Raum bestimmte Wochenzeitung Maaleht, ein Buchverlag, das digitale Fotoarchiv Pressifoto, die Gratiszeitung Linnaleht, die auf Estnisch und Russisch erscheint, sowie die Buchhandelskette Rahva Raamat. Luik ist Mehrheitseigner des Nachrichtenportals Delfi.

## Schriftsteller
Daneben ist Hans H. Luik seit den 80er Jahren als Schriftsteller in Erscheinung getreten. Von ihm stammen unter anderem die Dramen Tuled sa tagasi (1982), Mul on külm (1984) und Seitsmepäine haldjas (1986). Er schrieb die Drehbücher für die Filme Surmatants (1989) und Kuldrannake (1991).

## Privatleben
Hans H. Luik ist mit der Estin Selle Luik verheiratet. Inzwischen lebt das Paar getrennt.